# Inherited Passions
Inherited Passions è un film muto del 1916 diretto da Gilbert P. Hamilton che aveva come interpreti Dot Farley, William Conklin, Frank Newburg, Beatrice Van. La sceneggiatura, firmata dalla stessa Dot Farley, è un adattamento per lo schermo di The Big Western Hat, una storia giornalistica a firma di Jack Wolf.

## Trama
Nata in una famiglia disgraziata (il padre, un ubriacone violento, è stato condannato a quindici anni di carcere per avere picchiato a morte la moglie), Maisie Williams è costretta a guadagnarsi da vivere lavorando in un cabaret come ballerina. Conosce un allevatore, un uomo gentile che si innamora di lei e la sposa, portandola a vivere nella sua fattoria. Abituata a un altro genere di vita, Maisie ben presto di stanca della campagna e lascia il marito, tornando in città. Lì, diventa l'amante di un ricco socialite, ma quando scopre che l'uomo è già sposato, rompe con lui. Senza più mezzi, Maisie si riduce in miseria, tirando avanti con fatica. Il marito la ritrova al cabaret: la riporta a casa, dove Maisie morirà, concludendo così la sua infelice vita.

## Produzione
Il film fu prodotto dalla Century Film.

## Distribuzione
Distribuito dalla United Film Service, il film uscì nelle sale statunitensi il 1º settembre 1916.
Non si conoscono copie ancora esistenti della pellicola che viene considerata presumibilmente perduta.